# Азимбаева, Сабина Заировна
Азимбаева Сабина Заировна (каз. Әзімбаева Сабина Заирқызы; род. 14 февраля 2000 года) — казахстанская модель, победительница конкурса красоты «Мисс Алматы 2017». Представляла страну на международном конкурсе красоты Мисс Вселенная 2018.

## Биография
Родилась и выросла в Алматы. Окончила колледж «Туран» на специальность «переводчик и гид».
Увлекается боксом и танцует в государственном уйгурском театре музыкальной комедии.
По национальности — уйгурка.
Учится в университете международного бизнеса по специальности «туризм».
В октябре 2019 года вышла замуж, о супруге ничего неизвестно.

## Конкурсы красоты

### Мисс Алматы 2017
11 сентября победила в конкурсе красоты Мисс Алматы 2017.

### Мисс Казахстан 2017
Принимала участие в национальном конкурсе красоты Мисс Казахстан 2018. Вошла в Топ-5, заняв пятое место.

### Мисс Вселенная 2018
Представляла Казахстан на конкурсе Мисс Вселенная 2018.
Первоначально, должна была участвовать на Мисс Вселенная 2017, но заменена Камилой Асиловой.